# Clemar Bucci
Clemar Bucci (n. 4 septembrie 1920 - died 12th january 2011) was fost un pilot argentinian de Formula 1 care a evoluat în Campionatul Mondial între anii 1954 și 1955.
1. ↑   http://museobucci.com/portfolio/clemar-bucci/ Lipsește sau este vid: |title= (ajutor)
2. ↑   http://www.elcomercial.com.ar/index.php?option=com_telam&view=deauno&idnota=15919&Itemid=116 Lipsește sau este vid: |title= (ajutor)